# مارتن إيفانز
مارتن إيفانز (Martin Evans) عالم بريطاني ولد في 1 يناير 1941، وحصل على لقب فارس (سير) من الملكة اليزابيث، حصل على جائزة نوبل 2007 للطب بسبب أبحاثة في المورثات.

## النشأة والتعليم
وُلد إيفانز في سترود، غلوسترشير، في 1 يناير من عام 1941. كانت والدته معلمة. امتلك والده ورشة ميكانيك وعلّم إيفانز استخدام العديد من الأدوات والآلات. كان إيفانز قريبًا من جده الذي كان سيد جوقة في الكنيسة المعمدانية لأكثر من 40 عامًا، وكانت اهتماماته الرئيسية هي الموسيقى والشعر والكنيسة المعمدانية. كان شقيق والدته أستاذاً في علم الفلك في جامعة كامبريدج. كان الصبي إيفانز هادئًا، خجولًا وفضوليًا ومحبًا للعلم، وقد شجعه والداه على التعلم. ذهب إلى المدرسة المتوسطة في كلية سانت دونستان، وهي مدرسة مستقلة للبنين في جنوب شرق لندن، وبدأ بحضور فصول الكيمياء والفيزياء، ودرس علم الأحياء. درس بجد بهدف التقدم إلى امتحانات القبول بجامعة كامبريدج. كان أحد أفضل التلاميذ في المدرسة، على الرغم من أنه لم يكن من الأوائل.
حصل إيفانز على منحة دراسية لكلية كرايستيز، كامبريدج، درس علم الحيوان وعلم النبات والكيمياء والكيمياء الحيوية، ووجد نفسه ينجذب إلى فيزيولوجيا النبات ووظيفته. ذهب إلى ندوات سيدني برينر وحضر محاضرات جاك مونود. تخرج بدرجة البكالوريوس عام 1963؛ على الرغم من أنه لم يتقدّم للامتحانات النهائية، لأنه كان يعاني من مرض الحمى الغدية. انتقل إلى كلية لندن الجامعية واستلم منصب مساعد باحث، وتعلم مهارات البحث في المختبر تحت إشراف الدكتورة إليزابيث دوشار. حصل على درجة الدكتوراه في عام 1969.

## مهنته وأبحاثه
أصبح محاضرًا في قسم التشريح والأجنة في جامعة لندن، إذ أجرى أبحاثًا وأشرف على طلاب الدكتوراه والجامعيين. في عام 1978، انتقل إلى قسم علم الوراثة في جامعة كامبريدج، وهناك بدأ عمله بالاشتراك مع ماثيو كوفمان في عام 1980. طورا معًا فكرة استخدام الكيسة الأرومية لعزل الخلايا الجذعية الجنينية.
غادر ماثيو كوفمان واستلم منصب أستاذ في علم التشريح في إدنبرة، وواصل إيفانز عمله، متفرعاً بشكل كامل، وانجذب إلى عدد من المجالات الرائعة في البيولوجيا والطب. في أكتوبر من عام 1985، زار معهد وايتهيد، كامبريدج، ماساتشوستس، لمدة شهر واحد بهدف تعلم أحدث التقنيات العملية.
كان زميلًا في كلية سانت إدموند، كامبريدج في التسعينيات من القرن العشرين. وفي عام 1999، أصبح أستاذًا لعلم الوراثة ومديرًا لكلية العلوم الحيوية في جامعة كارديف، وعمل هناك حتى تقاعده في نهاية عام 2007. وقد حصل على لقب فارس تقديراً لعمله في أبحاث الخلايا الجذعية من قبل الأمير تشارلز في قصر باكنغهام في 25 يونيو من عام 2004. وفي عام 2007، حصل على جائزة نوبل في علم وظائف الأعضاء بالاشتراك مع ماريو كابتشي وأوليفر سميثيس لعملهم في اكتشاف طريقة لإدخال إعادة التركيب المتماثل في الفئران التي تستخدم الخلايا الجذعية الجنينية. أصبح إيفانز رئيسًا لجامعة كارديف في عام 2012. وكان أيضًا زميلًا فخريًا لكلية سانت إدموند، كامبريدج.

### أبحاث الخلايا الجذعية
عزل إيفانز وكوفمان الخلايا الجذعية الجنينية من الأجنة المبكرة (أرومات الأجنة) من الفئران ووضعوها في مزارع للخلايا. تمتلك هذه الخلايا الجنينية المبكرة القدرة على التمايز في خلايا الكائن الحي البالغ. عدّلوا هذه الخلايا الجذعية وراثيًا ووضعوها في أرحام الفئران الأنثوية حتى تلد ذرية مُعدّلة وراثيًا.
في عام 1981، نشر إيفانز وكوفمان نتائج التجارب التي وصفوا فيها كيفية عزلهم للخلايا الجذعية الجنينية من الكيسة الأرومية للفأر ونموها في مزارع الخلايا. في النهاية، تمكن إيفانز من عزل الخلية الجذعية الجنينية لجنين الفأر، ثم عدلها وراثيًا وزرعها في أنثى فأر بالغة بقصد خلق ذرية مُعدّلة وراثيًا، وهي سلالة من فئران المختبر التي تعتبر مفيدة جدًا في مجال البحث الطبي اليوم. أتاح توفر هذه الخلايا الجذعية في النهاية إدخال تعديلات جينية محددة وإنشاء فئران مُعدّلة وراثيًا لاستخدامها كنماذج تجريبية لأمراض الإنسان.

## جائزة نوبل
حصل السير مارتن إيفانز على جائزة نوبل في الطب عام 2007 بمشاركة كل من العالمين الأمريكين أوليفر سميثيز وماريو كابيكي عن اكتشافهم تقنية استهداف الجين، والتي تلعب دور هام في جميع مجالات الكيمياء الحيوية والطب.

## الجوائزالتقديرية
- 11 مارس 1993: زميل في الجمعية الملكية.
- 1993: حصل على زمالة والتر كوتمان وجائزة ويليام بيت هاردي.
- 1998: عضو مؤسس لأكاديمية العلوم الطبية.
- 21 سبتمبر 2001: جائزة ألبرت لاسكر للأبحاث الطبية الأساسية مشاطرة مع كل من أوليفر سميثيز وماريو كابيكي.
- 1 يناير 2004: وسام الفارس من ملكة بريطانيا تقديرا لجهوده في العلوم الطبية.
- 19 يوليو 2005: الدكتوراة الفخرية من جامعة باث، إنجلترا.
- 8 أكتوبر 2007: جائزة نوبل في الطب مشاطرة مع كل من أوليفر سميثيز وماريو كابيكي.

## وصلات خارجية
- مارتن إيفانز على موقع الموسوعة البريطانية (الإنجليزية)
- مارتن إيفانز على موقع مونزينجر (الألمانية)
- مارتن إيفانز على موقع إن إن دي بي (الإنجليزية)

- The Nobel Prize in Physiology or Medicine 2007
- صفحة السير مارتن إيفانز من موقع جامعة كارديف
- خبر حصول مارتن إيفانز على لقب السير